# 阿摩司·特沃斯基
阿摩司·內森·特沃斯基（英語：Amos Nathan Tversky，1937年3月16日—1996年6月2日），生於以色列海法，著名認知心理學者、数学心理学者，是認知科學的先驅人物。他與丹尼尔·卡尼曼長期合作，發展出展望理論，研究人類的認知偏誤，以及如何處理風險。

## 生平
特沃斯基出生於海法。曾服務於以色列國防軍，軍階最高至上尉，曾因在戰場上的英勇表現而獲表揚。1961年他在耶路撒冷希伯來大學畢業後至美國，1965年在密西根大學取得博士學位。之後曾在希伯來大學擔任教職，再轉往史丹福大學。
1984年，獲得麦克阿瑟奖。

## 家庭
他的妻子為芭芭拉·特沃斯基（Barbara Tversky）。